# Kurt Nielsen (tennisspiller)
 For alternative betydninger, se Kurt Nielsen. (Se også artikler, som begynder med Kurt Nielsen)
Kurt Nielsen (19. november 1930 – 11. juni 2011) var en dansk tennisspiller. Det største resultat i single opnåede han, da han i 1953 og 1955 nåede herresingle-finalen i Wimbledon-turneringen. Allerede i 1947 vandt han dog finalen i drenge-single i en alder af 16 år, ligesom han vandt drengesinglefinalen i French Open.
I 1957 vandt han de amerikanske mesterskaber (nu US Open) i mixed double sammen med den amerikanske spiller Althea Gibson, og i 1958 nåede de sammen mixed double-finalen i Wimbledon. Kurt Nielsen er dermed den ene af tre danske tennisspillere, der har vundet en Grand-Slam-titel. De to andre er Kurt Nielsens barnebarn, Frederik Løchte Nielsen, der vandt Wimbledons herredouble-turnering i 2012, og Caroline Wozniacki, der vandt Australian Open i damesingle i 2018. I alt nåede Kurt Nielsen således finalen i Wimbledon fire gange (drengefinalen i 1947, herresinglefinalen i 1953 og 1955 samt mixeddoublefinalen i 1958), hvoraf han vandt den første.
Kurt Nielsen blev dansk mester 49 gange, første gang i 1947 og sidste gang i 1960. Han vandt 12 danske juniormesterskaber. Derudover vandt han flere end 30 internationale turneringer. Kurt Nielsen vandt fem gange det skandinaviske mesterskab i single og fire gange i herredouble.
I Davis Cup spillede Kurt Nielsen med i alle Danmarks 33 Davis Cup-kampe i perioden 1948-1960 – 96 kampe i alt. Heraf spillede han 65 kampe i single og vandt de 43, samt 31 kampe i double, hvoraf han vandt 11. Kurt Nielsen var indtil 2018 den yngste danske spiller, der har deltaget i Davis Cup (17 år og 166 dage gammel) og den mest vindende.
Efter tenniskarrieren var Kurt Nielsen træner for Danmark, Spanien og Vesttyskland samt supervisor i store tennisturneringer. Han var endvidere siden 1970'erne tenniskommentator for DR, Eurosport og TV3.
Kurt Nielsen var farfar til tennisspilleren Frederik Løchte Nielsen.

## Hædersbevisninger
- Optaget i dansk idræts Hall of Fame